# Prêmio Templeton
O Prêmio Templeton (em inglês Templeton Prize) é uma condecoração anual atribuída pela Fundação John Templeton.
Estabelecido em 1972, ele é entregue a uma pessoa viva que, na opinião dos juízes, "fez uma contribuição excepcional para a afirmação da dimensão espiritual da vida, seja através de uma introspecção, descoberta ou trabalhos práticos".
O prêmio é nomeado devido a Sir John Templeton, um empresário radicado no Reino Unido e nascido nos Estados Unidos, que foi consagrado cavaleiro pela Rainha Elizabeth II em 1987 devido aos seus esforços filantrópicos. Até 2001, o nome do prêmio era Templeton Prize for Progress in Religion, e de 2002 a 2008 ele foi chamado de Templeton Prize for Progress Toward Research or Discoveries about Spiritual Realities. O prêmio tem sido habitualmente presidido pelo Príncipe Filipe numa cerimônia no Palácio de Buckingham.
O valor monetário do prêmio é ajustado de maneira que exceda o montante dado pelo Prêmio Nobel, uma vez que Templeton sentia que a "espiritualidade era ignorada" nos prêmios Nobel.

## Laureados
| Ano  | Laureado(a)      | Laureado(a)                     | Observação                                                                                                | Ref(s) |
| ---- | ---------------- | ------------------------------- | --- | ------ |
| 1973 | Mother Teresa !  | Madre Teresa de Calcutá         | Fundadora das Missionárias da Caridade, na Índia, ganhadora do Prêmio Nobel da Paz em 1979                | [ 10 ] |
| 1974 | Frere Roger !    | Roger Schütz                    | Fundador da Comunidade de Taizé                                                                           | [ 11 ] |
| 1975 | Radhakrishnana ! | Sarvepalli Radhakrishnan        | Antigo Presidente da Índia, defensor da não violência com o Paquistão                                     | [ 11 ] |
| 1976 | —                | Leon Joseph Suenens             | Cardeal belga e Pioneiro da Renovação Carismática Católica                                                | [ 12 ] |
| 1977 | Lubich !         | Chiara Lubich                   | Fundadora do movimento dos Focolares                                                                      | [ 13 ] |
| 1978 | —                | Thomas F. Torrance              | Teólogo presbiteriano e antigo Moderador da Assembleia Geral da Igreja da Escócia                         | [ 12 ] |
| 1979 | Niwano !         | Rev. Nikkyō Niwano              | Fundador da Risho Kossei-kai                                                                              | [ 12 ] |
| 1980 | —                | Ralph Wendell Burhoe            | Fundador do Zygon: Journal of Religion & Science                                                          | [ 14 ] |
| 1981 | Lubich !         | Cicely Saunders                 | Fundador do Movimento para os Cuidados Paliativos e Hospitalares                                          | [ 15 ] |
| 1982 | Graham !         | Rev. Dr. Billy Graham           | Evangelista                                                                                               | [ 16 ] |
| 1983 | Solzhenitsyn !   | Aleksandr Solzhenitsyn          | Escritor dissidente russo                                                                                 | [ 16 ] |
| 1984 | —                | Rev. Michael Bourdeaux          | Fundador do Keston Institute                                                                              | [ 11 ] |
| 1985 | —                | Alister Hardy                   | Fundador do Religious Experience Research Centre                                                          | [ 17 ] |
| 1986 | —                | Rev. James I. McCord            | Antigo director do Seminário Teológico de Princeton                                                       | [ 18 ] |
| 1987 | Father Jaki !    | Rev. Father Dr. Stanley Jaki    | Monge Beneditino e professor de astrofísica na Seton Hall University                                      | [ 16 ] |
| 1988 | —                | Dr. Inamullah Khan              | Antigo secretário-geral do Congresso Mundial Muçulmano Moderno                                            | [ 19 ] |
| 1989 | Weizsacker !     | Carl Friedrich von Weizsäcker   | Físico e filósofo                                                                                         | [A]    |
| 1989 | —                | Lord MacLeod of Fuinary         | Fundador da Iona Community                                                                                | [A]    |
| 1990 | —                | Baba Amte                       | Desenvolveu comunidades modernas para pessoas sofrendo de lepra                                           | [B]    |
| 1990 | —                | Charles Birch                   | Professor emérito da Universidade de Sydney                                                               | [B]    |
| 1991 | —                | Chief Rabbi Immanuel Jakobovits | Rabino Chefe da Grã-Bretanha e da Comunidade Britânica de 1967 a 1991                                     | [ 12 ] |
| 1992 | —                | Kyung-Chik Han                  | Evangelista e fundador do Young Nak Presbyterian Church                                                   | [ 23 ] |
| 1993 | Colson !         | Charles Colson                  | Fundador do Prison Fellowship                                                                             | [ 11 ] |
| 1994 | Novak !          | Michael Novak                   | Filósofo e diplomata                                                                                      | [ 11 ] |
| 1995 | Davies !         | Paul Davies                     | Físico teórico                                                                                            | [ 24 ] |
| 1996 | Bright !         | Dr. Bill Bright                 | Fundador do Campus Crusade for Christ                                                                     | [ 25 ] |
| 1997 | —                | Pandurang Shastri Athavale      | Reformador social, filósofo e fundador do Swadhyay Movement                                               | [ 25 ] |
| 1998 | —                | Sigmund Sternberg               | Filantropista                                                                                             | [ 11 ] |
| 1999 | —                | Ian Barbour                     | Professor Emérito do Carleton College                                                                     | [ 26 ] |
| 2000 | Dyson !          | Freeman Dyson                   | Professor Emérito do Instituto de Estudos Avançados de Princeton                                          | [ 26 ] |
| 2001 | —                | Rev. Arthur Peacocke            | Ex-decano do Clare College                                                                                | [ 6 ]  |
| 2002 | Polkinghorne !   | Rev. John Polkinghorne          | Físico e teólogo                                                                                          | [ 11 ] |
| 2003 | Rolston !        | Holmes Rolston III              | Filósofo                                                                                                  | [ 27 ] |
| 2004 | Ellis !          | George Ellis                    | Cosmologista e filósofo                                                                                   | [ 28 ] |
| 2005 | Townes !         | Charles Townes                  | Laureado com o Nobel e físico                                                                             | [ 10 ] |
| 2006 | —                | John David Barrow               | Cosmologista e físico teórico                                                                             | [ 29 ] |
| 2007 | Taylor !         | Charles Taylor                  | Filósofo                                                                                                  | [ 30 ] |
| 2008 | Heller !         | Rev. Prof. Michał Heller        | Físico e filósofo                                                                                         | [ 7 ]  |
| 2009 | —                | Bernard d'Espagnat              | Físico | [ 8 ]  |
| 2010 | Ayala !          | Francisco José Ayala            | Biólogo e geneticista                                                                                     | [ 31 ] |
| 2011 | Rees !           | Martin Rees                     | Astrofísico                                                                                               | [ 32 ] |
| 2012 | Tenzin !         | Tenzin Gyatso                   | Líder espiritual budista                                                                                  | [ 33 ] |
| 2013 | Tutu !           | The Most Rev. Desmond Tutu      | Nobel da Paz, ativista dos direitos sociais e arcebispo anglicano aposentado                              | [ 34 ] |
| 2014 | Halik !          | Tomáš Halík                     | Padre católico romano, teólogo e sociologista                                                             | [ 35 ] |
| 2015 | Vanier !         | Jean Vanier                     | Teólogo católico, humanitarianista e fundador da L'Arche e Associação Internacional Fé e Luz              | [ 36 ] |
| 2016 | Sacks !          | Jonathan Sacks                  | Antigo rabino chefe da Grã-Bretanha, filósofo e professor do judaísmo                                     | [ 37 ] |
| 2017 | Plantinga !      | Alvin Plantinga                 | Filósofo norte-americano conhecido por seu trabalho em epistemologia, metafísica e filosofia da religião. | [ 38 ] |
| 2018 | Sacks !          | Abdullah II da Jordânia         | Rei da Jordânia                                                                                           | [ 39 ] |
| 2019 | Gleiser !        | Marcelo Gleiser                 | Físico teórico e astrônomo                                                                                | [ 40 ] |
| 2020 | Collins !        | Francis Collins                 | Médico e geneticista                                                                                      | [ 41 ] |
| 2022 | Wilczek !        | Frank Wilczek                   | Físico teórico                                                                                            | [ 42 ] |